# Fumiko Hayashi
Fumiko Hayashi, född 1903, död 1951, var en japansk författare.
En krater på Venus har fått sitt namn efter henne.

## Biografi
Hayashi föddes som dotter till en kringvandrande försäljare som varken kunde läsa eller skriva. I sin delvis självbiografiska roman Hōrōki, som publicerades 1930,  skriver hon kritiskt om de problem som en fattig kvinna upplevde i 1920-talets Japan. Boken blev en omedelbar succes och i de följande tjugo åren skrev hon nästan utan avbrott. I konservativa kretsar anklagades Hayashi för att avslöja information om Japans ockupation av Kina, men hon odödliggjordes när flera av hennes böcker filmades av Mikio Naruse.
För de pengar hon tjänade på sitt författarskap köpte hon en tomt i en förort till Tokyo, där hon lät bygga ett hus efter egna ritningar och anlägga en trädgård. Hon bodde  med sin mor och sin son i huset under sina tio sista år. Det har restaurerats och är idag ett museum.